# 八神殿

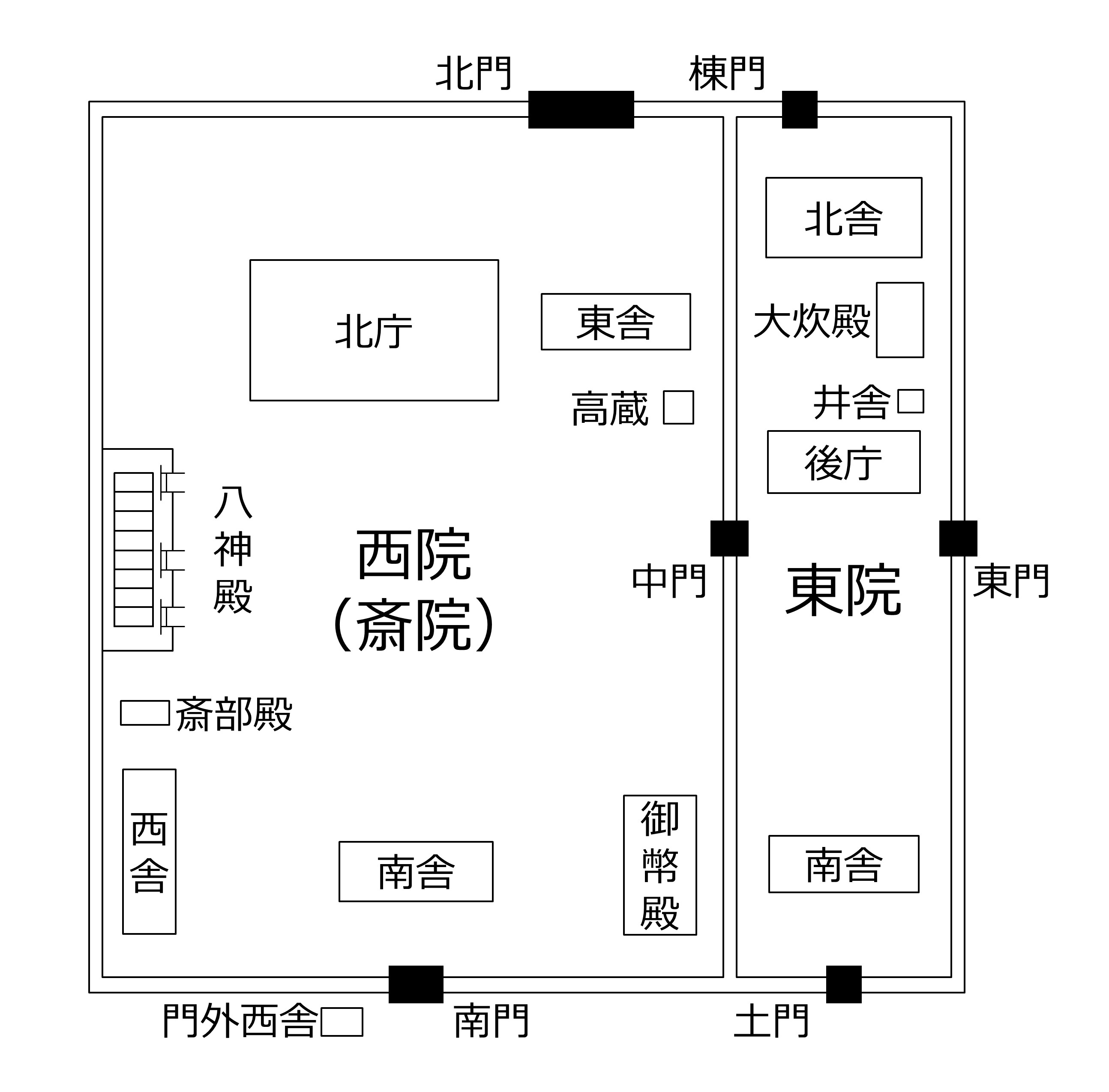
神祇官配置図（八神殿は西院西縁）

八神殿（はっしんでん）は、天皇守護の8神を祀る神殿。
古代から中世の間には神祇官西院に、その宮中八神殿が衰退したのち江戸時代には吉田神社境内・白川家邸内にそれぞれ設けられた。現在は皇居の神殿（宮中三殿の1つ）に合祀されている。
祀られる神は次の8神。『延喜式』と『古語拾遺』で表記は異なるが、同じ神を指す。
|        | 『延喜式』神名帳 | 『延喜式』神名帳     | 『古語拾遺』 |
| 神名   | 読み             |                      | 『古語拾遺』 |
| ------ | ---------------- | -------------------- | ------------ |
| 第一殿 | 神産日神         | かみむすびのかみ     | 神皇産霊神   |
| 第二殿 | 高御産日神       | たかみむすびのかみ   | 高皇産霊神   |
| 第三殿 | 玉積産日神       | たまつめむすびのかみ | 魂留産霊     |
| 第四殿 | 生産日神         | いくむすびのかみ     | 生産霊       |
| 第五殿 | 足産日神         | たるむすびのかみ     | 足産霊       |
| 第六殿 | 大宮売神         | おおみやのめのかみ   | 大宮売神     |
| 第七殿 | 御食津神         | みけつかみ           | 御膳神       |
| 第八殿 | 事代主神         | ことしろぬしのかみ   | 事代主神     |

## 概要
平安時代の宮中（平安京大内裏）では、神祇官西院において「御巫（みかんなぎ）」と称される女性神職、具体的には大御巫2人（のち3人）・座摩巫1人・御門巫1人・生島巫1人により重要な神々が奉斎されていた。八神殿はそれらのうち大御巫（おおみかんなぎ）によって奉斎された8祠の総称である。祀られる8神は天皇の健康に関わる重要な神々で、『延喜式』神名帳においては全国3,132座の筆頭に記載されている。
古図によると、八神殿は各神を祀る社殿がそれぞれ独立しており、神祇官西院の西壁に沿って東面した社殿8宇が南北に並んだ。8宇の周囲には南北10丈・東西3丈の朱色の玉垣を三方に廻らし、各殿内に神体は置かず榊のみを置いたという。玉垣には、第一殿・第五殿・第八殿の前の3箇所に鳥居を設けていた。また『延喜式』臨時祭の御巫等遷替供神装束条によると、神衣は男神4体分・女神4体分で、御巫が成人すると交代しその交替ごとに神殿・神衣・調度品全てを一新するよう規定されている。奉仕する大御巫（単に御巫とも）は7歳以上の童女から選ばれ、『令集解』職員令神祇官条の御巫卜兆の時点では倭国巫2人から成ったが、『延喜式』神名帳の時点では天皇・中宮・東宮のための3人に改められている。
8神に関する最も重要な祭祀は、新嘗祭前日に行われた鎮魂祭である。鎮魂祭は天皇の霊魂の活力を高めるための祭りで、八神殿の8神に大直日神を加えた9神により、浮遊する霊魂を身体の内に止めて心身の統一が企図された。

## 祭神
冒頭の神産日神・高御産日神・玉積産日神・生産日神・足産日神の5神は、いわゆる「ムスビの神」として霊魂に関わる神々で、特に神産日神・高御産日神は造化三神のうちの2神である。次の大宮売神は、宮殿の人格化とも内侍（女官）の神格化ともいわれ、君臣の上下を取り持つ神とされる。そして御食津神は食物を司る神、事代主神は言葉を司る神とされる（一般に出雲系の事代主神とは異なると見られる）。
また『古語拾遺』によると、初代神武天皇の時に皇天二祖（天照大神・高皇産霊神）の詔のままに神籬を建て、高皇産霊・神皇産霊・魂留産霊・生産霊・足産霊・大宮売神・事代主神・御膳神を奉斎したといい、その祭祀はこれに始まるとしている。
なお、祭神8神は天皇に直接関わる重要な神々であるが、そのうちに皇祖神である天照大神が含まれていないことも特徴の1つである。古代に天照大神が宮中に祀られたことはなく、『日本書紀』の記す伝承では天照大神は崇神天皇（第10代）の時に宮廷外に出されたとしている（現在の伊勢神宮）。通説では、実際に天照大神が朝廷の最高神に位置づけられるのは7世紀後半以降であり、それ以前の最高神は高皇産霊尊（高御産日神）であったとされる。このことから、7世紀末頃に高皇産霊尊は宮中に、天照大神は伊勢に住み分けたとする説もある。

## 歴史

### 概史
8神については、前述のように大同2年（807年）編纂の『古語拾遺』で記述が見えるほか、天安3年（859年）には神産日神・高御産日神・玉積産日神・生産日神・足産日神の5神の神階が無位から従一位に昇った旨の記事が、その4日後に神産日神・高御産日神・玉積産日神・足産日神の4神が正一位の極位に達した旨の記事が記載されている。
延長5年（927年）成立の『延喜式』神名帳では、「御巫祭神八座 並大 月次新嘗」として、式内大社に列するとともに月次祭・新嘗祭では幣帛に預かる旨が記載されている。
神祇官の祭祀は中世には衰退するが、南北朝時代までは古代の形が維持されていた。しかし応仁の乱での焼失以後は宮中では再建されず、江戸時代に吉田家が吉田神社境内に、白川家が邸内にそれぞれ八神殿を創建して宮中の八神殿の代替とされた。
明治維新を経て神祇官が再興されるにあたり、明治2年（1869年）に神祇官の神殿が創建されて遷座祭が行われた。この際には、八神殿の8神だけでなく、天神地祇と歴代の天皇の霊も祀られた。それまで歴代の天皇の霊は黒戸で仏式で祀られていたが、これに伴い黒戸は廃止されている。明治5年（1872年）9月に神祇官は宣教のみを行うこととなり、八神殿は神祇官から宮中へ遷座、歴代天皇の霊は宮中の皇霊殿へ移された。明治5年（1872年）10月に八神殿の8神を天神地祇に合祀し、「八神殿」の名称を廃して「神殿」に改称した。そしてこの神殿が現在も皇居の宮中三殿の1つとして継続している。

### 神階
- 天安3年（859年）1月27日、無位から従一位 （『日本三代実録』） - 表記は「神産日神」「高御産日神」「玉積産日神」「生産日神」「足産日神」。
- 天安3年（859年）2月1日、従一位から正一位 （『日本三代実録』） - 表記は「神産日神」「高御産日神」「玉積産日神」「足産日神」。

## 関係事項

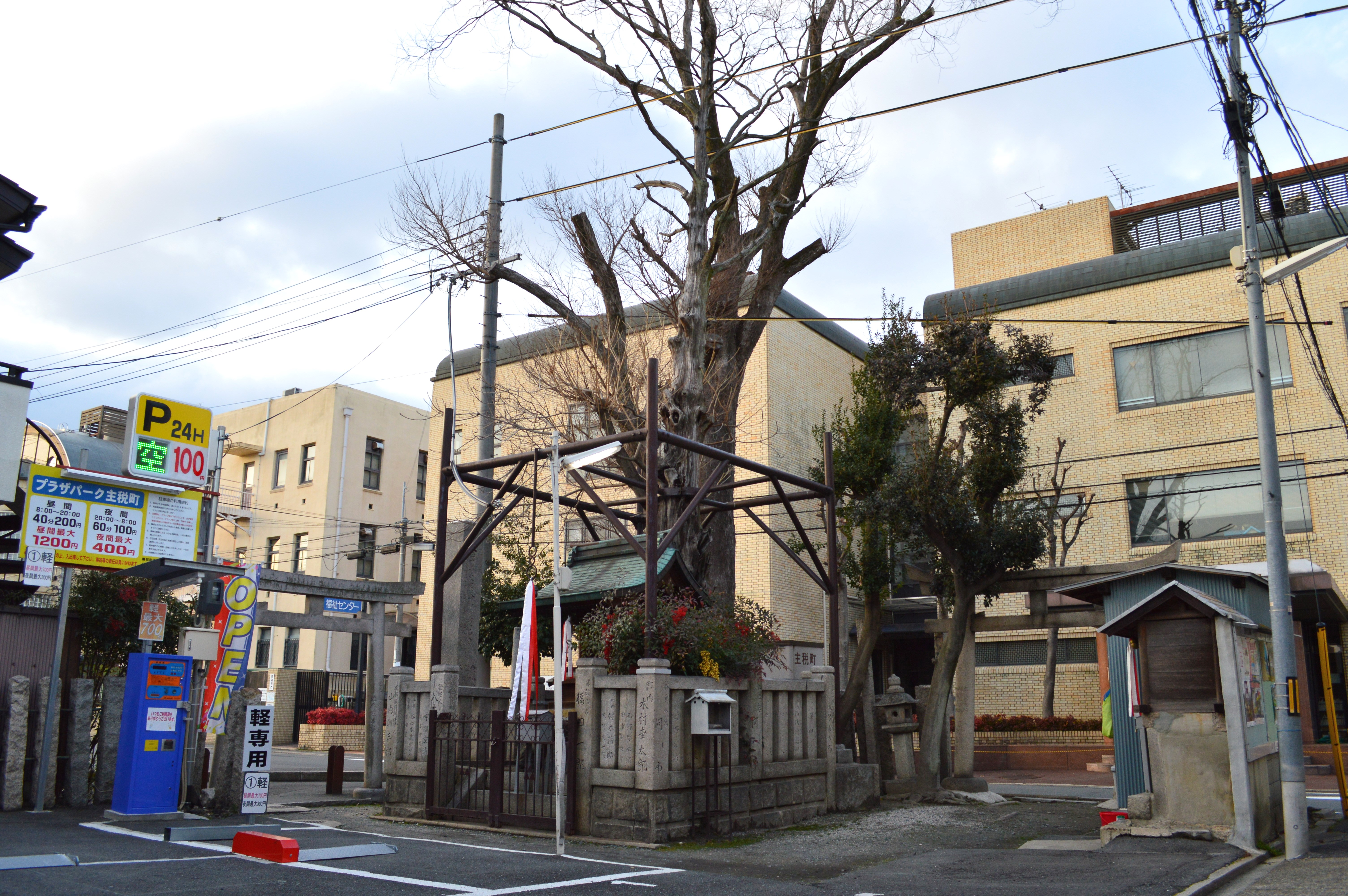
大宮姫稲荷神社（京都府京都市）

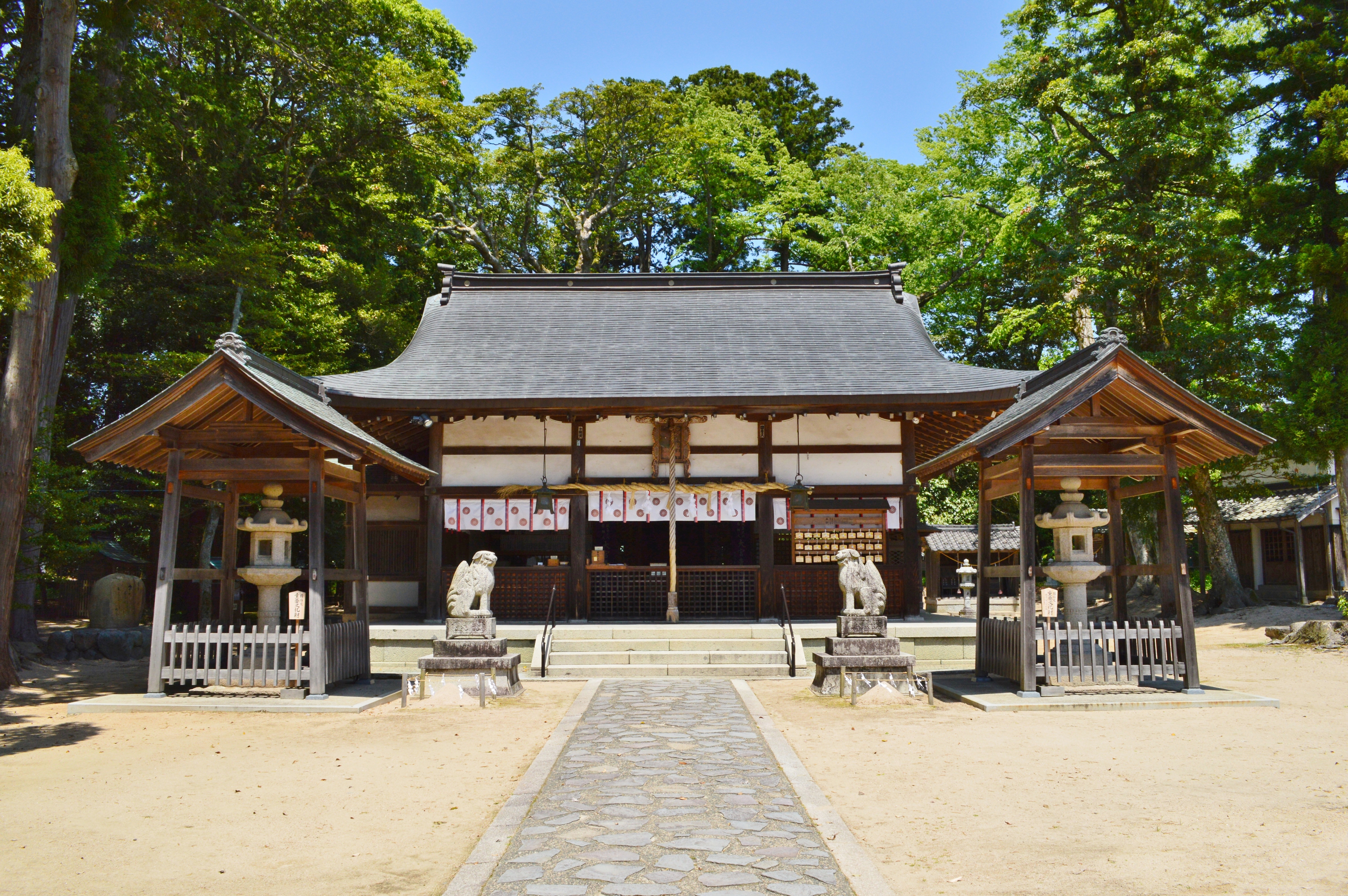
大宮売神社（京都府京丹後市）

古代からの神祇官の祭祀は、応仁の乱頃までには完全に廃絶している。8神の祭祀は江戸時代に再興されたのち、明治以後は神殿（宮中三殿の1つ）に継承されているが、その祭祀内容は古代からは全く変化したものになったといわれる。
8神の祭祀を伝える神社として、初宮神社（初宮明神、奈良県奈良市鍋屋町）が挙げられる。これは、奈良時代の宮中（平城宮）にあった神祇官の八神殿が分祀されたものである。江戸時代に八神殿が設けられた吉田神社と同様、春日大社（奈良県奈良市）との関わりが深く、春日若宮おん祭で田楽を奉納する田楽法師は、先んじて初宮神社で田楽を奉納するのがしきたりとなっている。
また、8神のうち特に大宮売神は、京都において大宮姫稲荷神社（京都府京都市上京区主税町）として伝わっている。また関連社として、「大宮売」を称する唯一の式内社である大宮売神社（京都府京丹後市）が知られる。
なお神祇官の八神殿と関連して、古代の大嘗祭においても、京と悠紀・主基2国の斎場院において「八神殿」と称される仮設の建物が設けられたことが知られる。『貞観儀式』巻第2（践祚大当祭儀上）や『延喜式』巻第7（神祇7 践祚大嘗祭）によれば、その際に祀られる神は
- 御歳神
- 高御魂神
- 庭高日神
- 大御食神（御食神）
- 大宮女神（大宮売）
- 事代主神
- 阿須波神
- 波比伎神（波比岐）

の8神であり、「御膳八神」とも総称された。これら8神の祭祀は大膳職による神饌準備のためで、神祇官8神の祭祀が天皇守護のためであるのとは異なっており、構成される神々も8神中4神は異なる。しかしながら核となる神々は共通することから、これら大嘗祭での仮設の祭祀が神祇官での常設の祭祀の原始形態にあたると推測する説が挙げられている。

## 関連文献
- 『古事類苑』 神宮司庁編、神祇官祭神項。
  - 『古事類苑 第6冊』（国立国会図書館デジタルコレクション）446-450コマ参照。